# レフ・デミン
レフ・ステパノビッチ・デミン (ロシア語: Лев Степанович Дёмин、1926年1月11日 - 1998年12月18日）はソビエト連邦の宇宙飛行士。

## 略歴
1956年モニノのソビエト空軍士官学校（Air Force Engineering Academy）を卒業。1963年に工学博士号を取得。ソ連空軍での階級は大佐だった。
1963年1月8日に宇宙飛行士に選抜される。1974年のソユーズ15号ミッションに搭乗し、これが唯一の宇宙飛行となった。合計宇宙滞在時間は2日。後に深海研究を行っている。1982年1月26日に宇宙開発計画から身を引く。
1998年12月18日にガンで死去。